# Theodor Haak

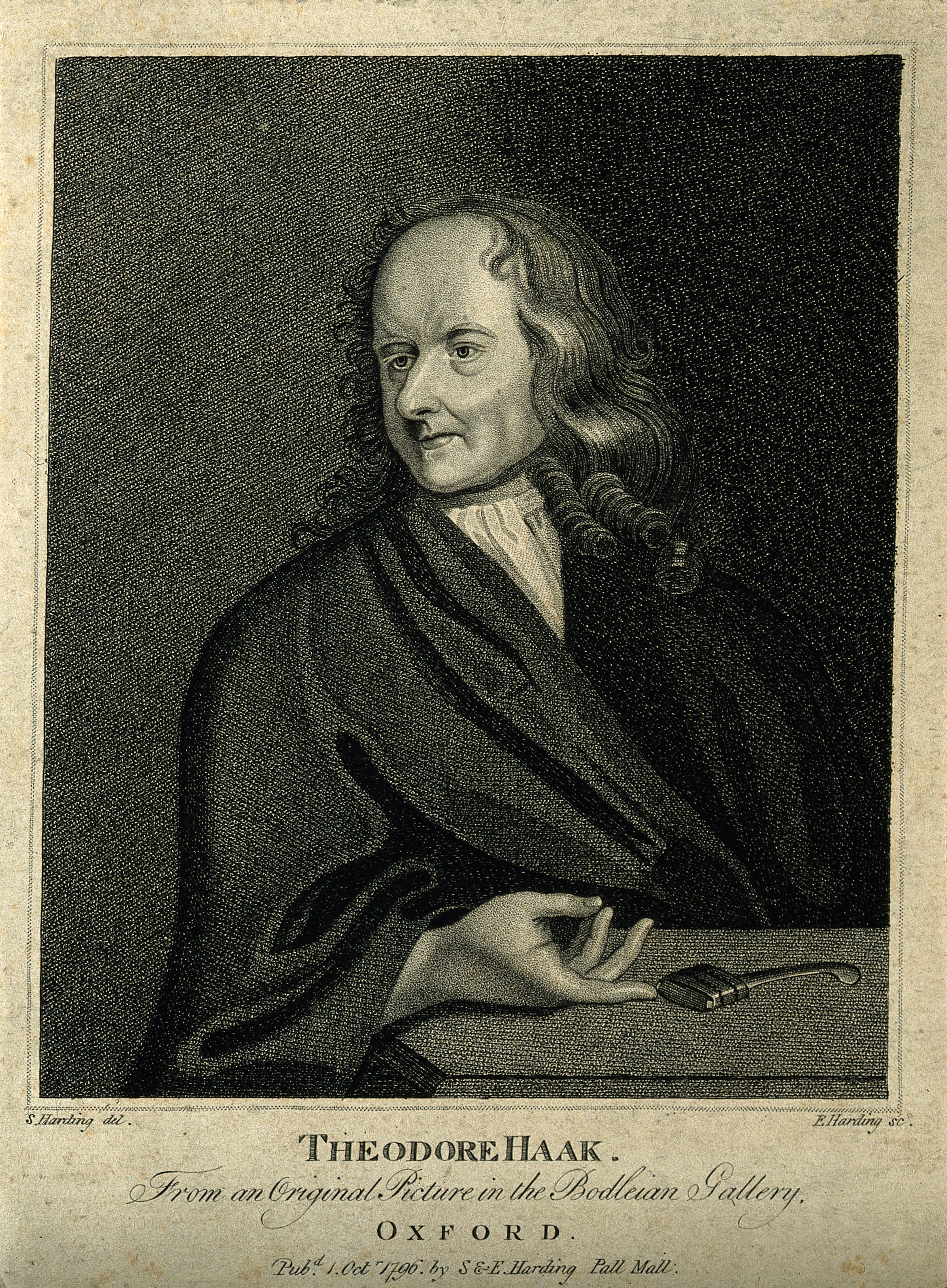
Theodor Haak

Theodor Haak (* 1605 in Worms-Neuhausen; † 1690 in London) war ein gelehrter deutscher Calvinist.

## Leben und Wirken
Mit 20 Jahren übersiedelte er nach England, wo er unter der englischen Namensform Theodore Haak bekannt ist. Er arbeitete als Übersetzer. Sein herausragendstes Werk waren die Dutch Annotations Upon the Whole Bible (Niederländische Kommentare zur gesamten Bibel), die Übersetzung des Kommentars zur niederländischen Bibelausgabe „Statenbijbel“ ins Englische, an denen er von 1645 bis 1657 arbeitete.
Er studierte in Oxford, Cambridge und Leiden. 1626 war er in Köln. Abgesehen von seiner kurzen Zeit in den Niederlanden und dem Rheinland wohnte er in England, trotzdem führte er eine internationale Korrespondenz, unter anderem mit Mersenne. Er war Sekretär von Karl I. Ludwig, dem Kurfürsten von der Pfalz, als dieser von 1644 bis 1649 in England weilte. Nach dem Westfälischen Frieden von 1648 bot dieser Haak eine Weiterbeschäftigung in Deutschland an, was Haak ablehnte. Trotzdem blieb er weiter ein Vertreter des Kurfürsten. 1643/1644 war er für die britische Regierung als Diplomat in Dänemark.
Haak wurde am 20. Mai 1663 in die Royal Society aufgenommen und gehörte zu den ersten offiziellen Mitgliedern („Original Fellow“). Er hatte vorher am „Unsichtbaren Rat“ (tätig seit 1645) teilgenommen und war der Initiator dieser Treffen. Ihm wird die Idee zur Gründung der Gesellschaft zugeschrieben. Dies beruht offensichtlich auf einer Bemerkung von John Wallis am Ende des Jahrhunderts. Lisa Jardine beschrieb die damalige Lage so: Haak hielt sich während des Krieges in London auf, weil der Hofstaat der Pfalz dort residierte, während andere, die später der königlichen Gesellschaft angehörten, im königstreuen Oxford weilten. Haak unterrichtete am puritanischen Gresham College.
Haak übersetzte unter anderem einen Teil von Das verlorene Paradies ins Deutsche. Die Übersetzung wurde jedoch nicht publiziert. Er versuchte sich an Henrich Ludolff Benthem, aber ohne Ergebnis.